# Días de vinilo
Días de vinilo es una película coproducción de Argentina y Colombia, escrita y dirigida por Gabriel Nesci que se filmó en 2011 y se estrenó en Argentina el 27 de septiembre de 2012. Está protagonizada por Gastón Pauls, Fernán Mirás, Ignacio Toselli, Rafael Spregelburd, Inés Efron y Emilia Attias.

## Sinopsis
Damián, Facundo, Luciano y Marcelo son amigos de la infancia, y comparten desde siempre el fanatismo por el rock clásico en discos de vinilo. Cuando el primero de ellos decide casarse, la vida de los cuatro se revoluciona. 
Damián (Gastón Pauls) es cineasta. Mientras intenta recuperarse de la separación de su ex (Carolina Peleritti), está a punto de filmar una película protagonizada por Leonardo Sbaraglia. Pero pierde la única copia de su guion a manos de Vera (Inés Efron).
Luciano (Fernán Mirás) es locutor radial. Sale con Lila (Emilia Attias), una cantante pop que no tolera sus celos. Luego de dejarlo, ella le escribe una canción que describe sus peores defectos… y que se convierte en el hit del año. 
Facundo (Rafael Spregelburd) siempre soñó con ser compositor, pero trabaja en un cementerio privado. Justo cuando va a casarse con Karina (Maricel Álvarez), Lila lo seduce con una propuesta que le hará replantear todo: formar una dupla con ella para componer éxitos. 
Marcelo (Ignacio Toselli) lidera una banda tributo a Los Beatles. Exige a los otros músicos que ninguna relación sentimental los distraiga del grupo. Pero de repente llega a su vida una mujer que le hace quebrar sus propias reglas.
Son cuatro amigos treintañeros cuya relación está atravesada por tres grandes temas: la música, la amistad y las mujeres. Todos ellos se enamoran y se desenamoran; algunos con la persona indicada, otros con la equivocada. El amor comienza y acaba. Y, a la vuelta de la esquina, puede comenzar nuevamente.

## Reparto
- Gastón Pauls ... Damián
- Fernán Mirás ... Luciano
- Ignacio Toselli ... Marcelo
- Rafael Spregelburd ... Facundo
- Inés Efron ... Vera
- Emilia Attias ... Lila
- Carolina Peleritti ... Ana
- Akemi Nakamura ... Yenny
- Maricel Álvarez ... Karina
- Leonardo Sbaraglia ... Él mismo
- Gonzalo Urtizberea ... Operador de Radio
- Alfredo Castellani ... Empleado del Bazar
- Irene Almus ... Directora del Teatro

## Premios
- 16 Festival de Malága año 2013 - Territorio Latinoamericano - Biznaga de Plata Premio Especial del Jurado[3]